# Shirazeh Houshiary
Shirazeh Houshiary (Shiraz, 15 januari 1955) is een Iraanse beeldhouwer.

## Leven en werk
Houshiary werd geboren in 1955 geboren in Iran en ging in 1973 naar Engeland. Zij studeerde van 1976 tot 1979 aan de Chelsea School of Art and Design in Londen en van 1979 tot 1980 aan het Cardiff College of Art in Cardiff. Zij had haar eerste solo-expositie in 1980 in het Chapter Arts Centre in Cardiff en nam namens Engeland in 1982 deel aan de Biënnale van Venetië. In 1989 toonde zij haar werk tijdens de expositie Les magiciens de la terre in het Centre Georges Pompidou in Parijs en in 1990 met de expositie Beelden van afwezigheid, tekens van verlangen in het Kröller-Müller Museum in Otterlo. In 1993 nam zij weer deel aan de Biënnale van Venetië en in 1996 aan de Biënnale van São Paulo in de Braziliaanse stad São Paulo.
De kunstenares woont en werkt sinds 1974 in Londen. Zij behoort met de kunstenaars Tony Cragg, Richard Deacon, Richard Wentworth, Anish Kapoor, Rachel Whiteread en Bill Woodrow tot de kunststroming New British Sculpture en is sinds 1997 hoogleraar aan het London Institute.

## Werken (selectie)
- The Earth is an Angel (1987), Tate Gallery in Londen
- Angel with ten thousand wings (1988), Beeldenpark van het Kröller-Müller Museum in Otterlo
- Isthmus (1992), Lisson Gallery in Londen
- The Extended Shadow (1994)[1], Cass Sculpture Foundation
- Hum (2001), Atrium van de UBS Bank in de City of London
- Breath (2003), Stiftskirche St. Bonifatius in Warendorf-Freckenhorst - ter gelegenheid van Skulptur Münsterland 2003
- Playground (2004), Londen-Peckham
- Tower (2004), Battery Park in New York
- Bloom (2006)[2] in Tokio
- East Window (2008), St. Martin in the Fields in Londen
- Undoing the Knot (2008)[3], Lissonstreet in Londen

## Fotogalerij

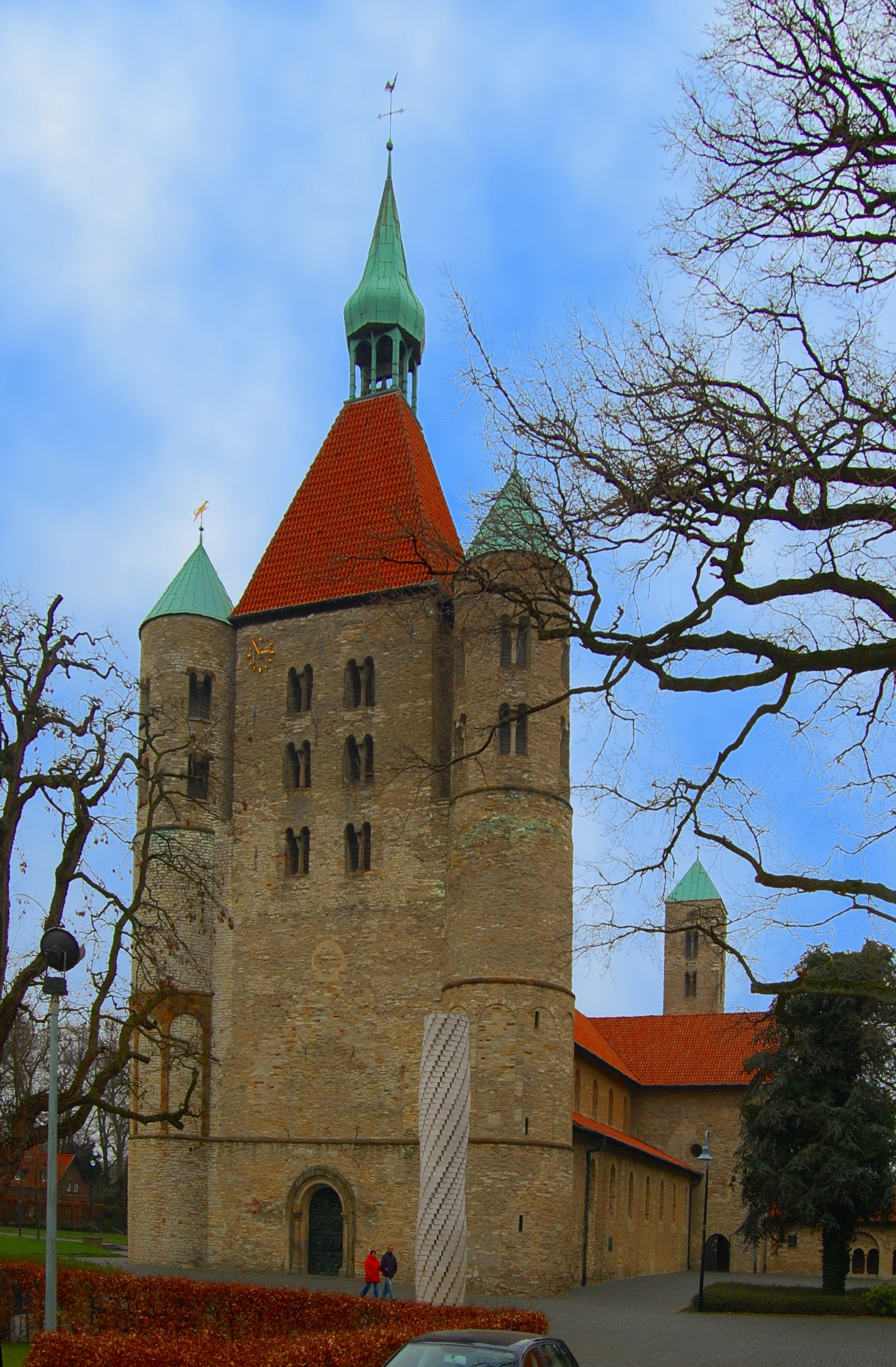
Breath (2003)
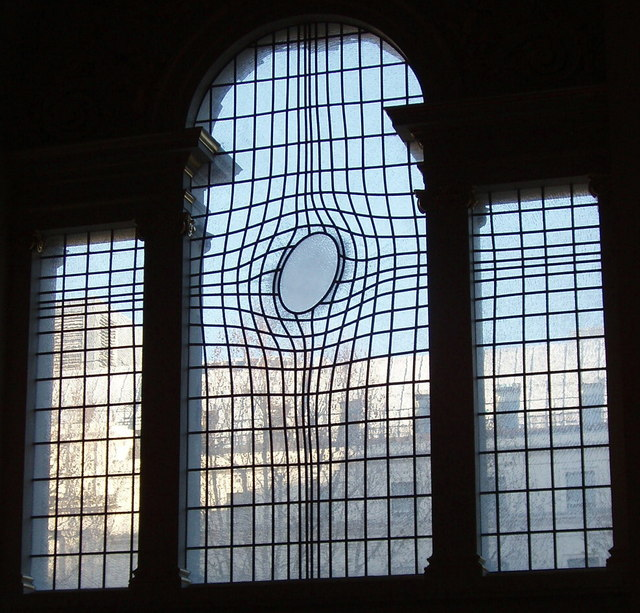
East Window (2008)